# Воля-Дзянковська
Воля-Дзянковська (пол. Wola Dziankowska) — село в Польщі, у гміні Любень-Куявський Влоцлавського повіту Куявсько-Поморського воєводства.
Населення — 71 особа (2011).
У 1975-1998 роках село належало до Влоцлавського воєводства.

## Демографія
Демографічна структура станом на 31 березня 2011 року:
|          | Загалом | Допрацездатний вік | Працездатний вік | Постпрацездатний вік |
| -------- | ------- | ------------------ | ---------------- | -------------------- |
| Чоловіки | 36      | 4                  | 24               | 8                    |
| Жінки    | 35      | 7                  | 18               | 10                   |
| Разом    | 71      | 11                 | 42               | 18                   |